# Lambertus Joannes Plemp van Duiveland

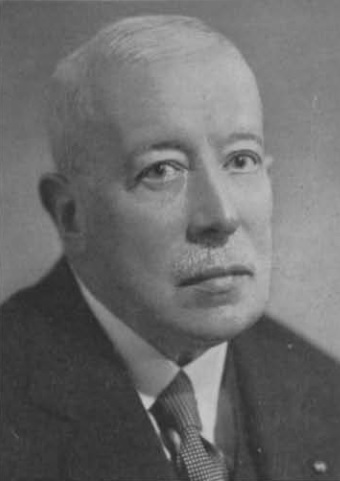
Leonard Jan Plemp van Duiveland

Lambertus Joannes Plemp van Duiveland (Rotterdam , 6 oktober 1868 – 's-Gravenhage, 10 juni 1940) was een Nederlandse journalist, hoofdredacteur van de Nieuwe Courant, voorzitter van de Nederlandse journalistenkring en later ambtenaar.

## Levensbeschrijving
Plemp van Duiveland rondde zijn rechtenstudie af op 13 september 1893. Hij werd op 12 maart 1894 redacteur aan de Nieuwe Rotterdamsche Courant, van waar hij op 1 januari 1901 vertrok om de Nieuwe Courant te Den Haag op te richten. Plemp van Duiveland werd benoemd tot erevoorzitter van de Nederlandse journalistenkring; hij was officier in de Orde van Oranje-Nassau en bezat het ridderkruis van het Franse Legioen van Eer. Hij werd later referendaris bij het ministerie van Buitenlandse Zaken waar hij zich vooral bezighield met de relaties tussen regering/overheid en pers en daarin een soort van voorloper van de Rijksvoorlichtingsdienst was.